# 殷哲
殷哲。膠州人，明朝初期政治人物。以鄉貢進士擢翰林。

## 生平
曾任重慶府知府。洪武十二年九月，中书省右参政。同年十一月，降為通政使司右通政。隨後又升爲中书省左丞。洪武十三年正月罷。